# داته تسونامونه
داته تسونامونه (به ژاپنی: 伊達 綱宗 Date Tsunamune); ۲۳ سپتامبر ۱۶۴۰ – ۱۹ ژوئیهٔ ۱۷۱۱) نوزدهمین رهبر خاندان داته، سیاست‌مدار، سامورایی، دایمیوی قلمروی سندای از ۱۶۵۸ تا ۱۶۶۰، در شمال ژاپن در دوره ادو بود.